# Mats Nordberg
Mats Ola Nordberg, född 14 april 1958 i Örnsköldsviks församling i Västernorrlands län, död 15 januari 2023 i Falu Kristine distrikt i Falun, var en svensk politiker (sverigedemokrat). Han var ordinarie riksdagsledamot från 2018 fram till sin död 2023, invald för Dalarnas läns valkrets.
I riksdagen var han ledamot i miljö- och jordbruksutskottet 2018–2021 och utrikesutskottet 2021. Han var även ledamot i riksdagens styrgrupp för bilaterala demokratifrämjande samarbete 2022–2023 samt suppleant i bland annat miljö- och jordbruksutskottet och utrikesutskottet.
Nordberg avled 2023 efter en tids sjukdom. I riksdagen hölls parentation den 25 januari 2023.